# Litoria revelata
Litoria revelata és una espècie de granota que viu a l'est d'Austràlia.